# Deejay Beach
Deejay Beach è stato un programma televisivo musicale italiano, andato in onda su Italia 1 nei mesi estivi, dal 6 luglio 1987 al 7 settembre 1990. Si trattava della versione estiva di DeeJay Television. Nel 1987 andava in onda dal 6 luglio al 25 settembre e nel 1988 al 4 luglio al 23 settembre.
Nell'estate del 1989 (dal 3 luglio al 15 settembre) è stato trasmesso da Riccione, località della riviera romagnola, quella successiva da Ibiza, isola delle Baleari.
Nel 1989 la conduzione era affidata ad Amadeus, Fiorello e Linus. La trasmissione era ambientata all'Aquafan di Riccione e mandava in onda dei videoclip della stagione. 
Nell'estate dell'anno successivo la trasmissione fu ambientata a Ibiza con il titolo di Deejay Beach in Ibiza con la conduzione di Amadeus, Fiorello e Leonardo Pieraccioni. Anche in quell'edizione venivano mandati in onda dei videoclip. L'ultima puntata del programma fu il 7 settembre 1990.
La sigla della trasmissione era la canzone Spiagge cantata da Fiorello, che sarà poi inserita nel disco dell'artista di Augusta intitolato Spiagge e lune.